# Schoonspringen op de Olympische Zomerspelen 2020
Schoonspringen is een van de sportdisciplines die op de Olympische Zomerspelen 2020 in Tokio, Japan wordt beoefend. De wedstrijden vinden plaats van 25 juli tot en met 7 augustus in het Tokyo Aquatics Centre.

## Kwalificatie
Er konden maximaal 136 schoonspringers deelnemen, zowel 68 mannen als 68 vrouwen. Acht quotaplaatsen waren gereserveerd voor het gastland. Elk land mocht maximaal twee deelnemers inschrijven in de individuele wedstrijden en een paar bij de synchroonwedstrijden. In totaal kon een land maximaal acht deelnemers inschrijven.
De volgende kwalificatiecriteria golden voor zowel mannen als vrouwen.
- Aan de vier de individuele onderdelen mochten maximaal 34 deelnemers deelnemen. De quotaplaatsen gingen naar de twaalf finalisten van de wereldkampioenschappen schoonspringen 2019, de vijf continentale kampioenen en de achttien halvefinalisten in de wereldbeker schoonspringen 2020. Eventueel resterende quotaplaatsen werden verdeeld aan de hand van de uitslag van de wereldbeker.
- Voor de vier synchroonwedstrijden kreeg het gastland automatisch een startplaats toebedeeld en kwalificeerden de medaillewinnaars van de wereldkampioenschappen schoonspringen 2019 zich en de vier beste, nog niet gekwalificeerde, paren van de wereldbeker schoonspringen 2020.
|                                                                   | Individueel | Synchroon |
| ----------------------------------------------------------------- | ----------- | --------- |
| Gastland                                                          |             | 1         |
| WK 2019                                                           | 12          | 3         |
| Continentaal kampioen (1× Afrika, Amerika, Azië, Europa, Oceanië) | 5           |           |
| Wereldbeker 2021                                                  | 17          | 4         |
| Totaal                                                            | 34          | 8         |

## Deelnemende landen
Er deden 136 schoonspringers uit 30 landen mee bij het schoonspringen op de Olympische Zomerspelen in Tokio.

## Programma
| Q | Kwalificatie | HF | Halve finale | Goud | Finale |

| Onderdeel                | Augustus | Augustus | Augustus | Augustus | Augustus | Augustus | Augustus | Augustus | Augustus | Augustus | Augustus | Augustus | Augustus | Augustus | Augustus | Augustus | Augustus | Augustus |
| Onderdeel                | 25       | 26       | 27       | 28       | 29       | 30       | 31       | 1        | 2        | 3        | 3        | 4        | 5        | 5        | 6        | 7        | 7        | T        |
| ------------------------ | -------- | -------- | -------- | -------- | -------- | -------- | -------- | -------- | -------- | -------- | -------- | -------- | -------- | -------- | -------- | -------- | -------- | -------- |
| 3 m plank (m)            |          |          |          |          |          |          |          |          | Q        | HF       | Goud     |          |          |          |          |          |          | 1        |
| 10 m toren (m)           |          |          |          |          |          |          |          |          |          |          |          |          |          |          | Q        | HF       | Goud     | 1        |
| 3 m plank synchroon (m)  |          |          |          | Goud     |          |          |          |          |          |          |          |          |          |          |          |          |          | 1        |
| 10 m toren synchroon (m) |          | Goud     |          |          |          |          |          |          |          |          |          |          |          |          |          |          |          | 1        |
|                          |          |          |          |          |          |          |          |          |          |          |          |          |          |          |          |          |          |          |
| 3 m plank (v)            |          |          |          |          |          | Q        | HF       | Goud     |          |          |          |          |          |          |          |          |          | 1        |
| 10 m toren (v)           |          |          |          |          |          |          |          |          |          |          |          | Q        | HF       | Goud     |          |          |          | 1        |
| 3 m plank synchroon (v)  | Goud     |          |          |          |          |          |          |          |          |          |          |          |          |          |          |          |          | 1        |
| 10 m toren synchroon (v) |          |          | Goud     |          |          |          |          |          |          |          |          |          |          |          |          |          |          | 1        |
| Totaal                   | 1        | 1        | 1        | 1        |          |          |          | 1        |          | 1        | 1        |          | 1        | 1        |          | 1        | 1        | 8        |

## Medailles

### Mannen
| Onderdeel                | Goud | Goud                   | Zilver | Zilver                          | Brons | Brons                            |
| ------------------------ | ---- | ---------------------- | ------ | ------------------------------- | ----- | -------------------------------- |
| 03 m plank (m)           | CHN  | Xie Siyi               | CHN    | Wang Zongyuan                   | GBR   | Jack Laugher                     |
| 03 m plank synchroon (m) | CHN  | Xie Siyi Wang Zongyuan | USA    | Andrew Capobianco Michael Hixon | GER   | Patrick Hausding Lars Rüdiger    |
| 10 m toren (m)           | CHN  | Cao Yuan               | CHN    | Yang Jian                       | GBR   | Tom Daley                        |
| 10 m toren synchroon (m) | GBR  | Tom Daley Matty Lee    | CHN    | Cao Yuan Chen Aisen             | ROC   | Aleksandr Bondar Viktor Minibaev |

### Vrouwen
| Onderdeel                | Goud | Goud                  | Zilver | Zilver                                 | Brons | Brons                             |
| ------------------------ | ---- | --------------------- | ------ | -------------------------------------- | ----- | --------------------------------- |
| 03 m plank (v)           | CHN  | Shi Tingmao           | CHN    | Wang Han                               | USA   | Krysta Palmer                     |
| 03 m plank synchroon (v) | CHN  | Shi Tingmao Wang Han  | CAN    | Jennifer Abel Mélissa Citrini-Beaulieu | GER   | Lena Hentschel Tina Punzel        |
| 10 m toren (v)           | CHN  | Quan Hongchan         | CHN    | Chen Yuxi                              | AUS   | Melissa Wu                        |
| 10 m toren synchroon (v) | CHN  | Chen Yuxi Zhang Jiaqi | USA    | Delaney Schnell Jessica Parratto       | MEX   | Gabriela Agúndez Alejandra Orozco |

### Medaillespiegel
| Plaats | Land             | NOC | Goud | Zilver | Brons | Totaal |
| ------ | ---------------- | --- | ---- | ------ | ----- | ------ |
| 1      | China            | CHN | 7    | 5      | 0     | 12     |
| 2      | Groot-Brittannië | GBR | 1    | 0      | 2     | 3      |
| 3      | Verenigde Staten | USA | 0    | 2      | 1     | 3      |
| 4      | Canada           | CAN | 0    | 1      | 0     | 1      |
| 5      | Duitsland        | GER | 0    | 0      | 2     | 2      |
| 6      | Australië        | AUS | 0    | 0      | 1     | 1      |
| 6      | Mexico           | MEX | 0    | 0      | 1     | 1      |
| 6      | Russische ploeg  | ROC | 0    | 0      | 1     | 1      |